# Taxem
Das Taxem spielt auf grammatischer Ebene die Rolle, die das Phonem im Lexikon innehat. Taxeme sind die kleinsten grammatischen Formelemente, die (analog dem Phonem) selbst nicht bedeutungstragend sind. Der Begriff geht auf den US-amerikanischen Linguisten Leonard Bloomfield (1933) zurück. Der Ausdruck "Run!" hat zwei Taxeme auf (a) das Segment run und b) die spezifische Information, die graphisch durch das Ausrufezeichen symbolisiert ist.